# Intégration fiscale
L'intégration fiscale est un régime fiscal, possible en France, qui permet d'imposer le résultat d'une filiale, détenue au moins à 95 %, au niveau de la société mère.
Dans la pratique, ce régime fiscal permet d'imputer les pertes d'une filiale sur le résultat de la société mère. Ce régime est utilisé dans les montages LBO.